# Celestus macrotus
Espèce
Statut de conservation UICN

 EN B1ab(i,iii) : En danger
Celestus macrotus est une espèce de sauriens de la famille des Diploglossidae.

## Répartition
Cette espèce est endémique d'Haïti. Elle se rencontre vers 2 000 m d'altitude dans la chaîne de la Selle.

## Publication originale
- Thomas & Hedges, 1989 : A new Celestus (Sauria: Anguidae) from the Chaine de la Selle of Haiti. Copeia, vol. 1989, no 4, p. 886-891.